# Eulimostraca
Eulimostraca är ett släkte av snäckor. Eulimostraca ingår i familjen Eulimidae.
Kladogram enligt Catalogue of Life:
| Eulimostraca | \| \| Eulimostraca hemphilli \| \| \| \| \| \| Eulimostraca subcarinata \| \| \| \| |
|              | \| \| Eulimostraca hemphilli \| \| \| \| \| \| Eulimostraca subcarinata \| \| \| \| |
|              | Eulimostraca hemphilli                                                              |
|              |                                                                                     |
|              | Eulimostraca subcarinata                                                            |
|              |                                                                                     |